# Lista de prefeitos de Barreiros (Pernambuco)
Esta é a lista de prefeitos e vice-prefeitos do município de Barreiros, estado brasileiro de Pernambuco.
Barreiros, foi administrada por 33 prefeitos sendo estes dos mais distintos períodos da historia pernambucana, brasileira e mundial como a Primeira Republica, primeira e segunda guerra mundial, era Vargas, ditadura militar, e redemocratização do Brasil. Nos quais por diversas vezes muitos dos prefeitos tornaram a ter mandatos não consecutivos em decorrência de que em suas respectivas gestões não existia a reeleição sequencial para cargos eletivos do poder executivo em seus respectivos períodos e gestões a frente da prefeitura municipal foram estesː Domingos Jacinto Tenório, José Canuto Santiago Ramos, José Lívio de Oliveira Tenório, Inaldo Ferreira dos Santos, salvo Antônio Vicente de Souza Albuquerque, que teve o mandato cassado em 18 de fevereiro de 2006 pelo TRE-PE que tornou a ser eleito prefeito nas eleições de 2008. Com isso seriam 27 prefeitos toda via estes devem aparecer mais de uma vez na colação e diplomação prefeital. O primeiro prefeito  assumiu seu posto em 23 de fevereiro de 1893 foi ele José Nicolau Pereira dos Santos, tendo como sub–prefeito André Gonçalves Camboim. Também são de relevância os prefeitos Inaldo Ferreira dos Santos, José Lívio de Oliveira Tenório, Jader Alemão Cysneiros, nomeado pelo então interventor do estado de Pernambuco Dr. Agamenon Sérgio Goddoy Magalhães, Miguel Mendonça de Melo, Djalma Sanguinetti, José Canuto, Estácio Coimbra de Albuquerque, que mais tarde tornou-se Governador de Pernambuco e Vice–Presidente da República, dentre outros nomes.
| Nº | Nome                                                         | Imagem                                  | Partido              | Vice-prefeito                                              | Início do mandato       | Fim do mandato                                        | Observações                                                                            |
| 1  | José Nicolau Pereira dos Santos                              |                                         | PRF                  | Tomás da Silva Ferraz                                      | 1º de janeiro de 1893   | 31 de dezembro de 1894                                | Intendente eleito                                                                      |
| 2  | Estácio Coimbra                                              |                                         | PRB                  | Antônio da Cunha Vasconcelos                               | 1º de janeiro de 1895   | 31 de dezembro de 1902                                | Intendente eleito                                                                      |
| 3  | Samuel Herdeman                                              |                                         | PRB                  | João Manoel Vasconcelos                                    | 1º de janeiro de 1903   | 31 de dezembro de 1905                                | Intendente eleito                                                                      |
| 4  | Constantino Gomes Ferreira                                   |                                         | PRB                  | João Manoel Vasconcelos                                    | 1º de janeiro de 1906   | 31 de dezembro de 1907                                | Intendente eleito                                                                      |
| 5  | José Martins Miranda                                         |                                         | PRB                  | José Martins Miranda                                       | 1º de janeiro de 1908   | 31 de dezembro de 1908                                | Intendente eleito                                                                      |
| —  | Fernando de Barros                                           |                                         | PRP                  | Cargo vago                                                 | 1º de janeiro de 1909   | 6 de outubro de 1930                                  | Interventor nomeado                                                                    |
| 6  | Domingos Jacinto Tenório                                     |                                         | PRB                  | Francisco Ribeiro de Figueiredo                            | 7 de outubro de 1930    | 11 de outubro de 1933                                 | Prefeito nomeado                                                                       |
| 7  | Adolfo Aloísio da Rocha                                      |                                         | PRB                  | José Cavalcanti Lopes                                      | 12 de outubro de 1933   | 5 de dezembro de 1935                                 | Prefeito nomeado                                                                       |
| 8  | José Cavalcanti Lopes                                        |                                         | PRB                  | José Freire Pimentel                                       | 6 de dezembro de 1935   | 10 de março de 1936                                   | Prefeito nomeado                                                                       |
| 9  | Paulo Cavalcanti de Moraes                                   |                                         | PRB                  | Alexandre Rodrigues de Oliveira                            | 11 de março de 1936     | 7 de outubro de 1936                                  | Prefeito nomeado                                                                       |
| 10 | Domingos Jacinto Tenório                                     |                                         | PRB                  | Carlos da Silva Passos                                     | 8 de outubro de 1936    | 10 de novembro de 1937                                | Prefeito nomeado                                                                       |
| 11 | João Coimbra Neto                                            |                                         | PP                   | Carlos da Silva Passos                                     | 11 de novembro de 1937  | 23 de agosto de 1942                                  | Prefeito nomeado                                                                       |
| 12 | Jader de Alemão Cysneiros                                    |                                         | PP                   | João Coimbra Neto                                          | 24 de agosto de 1942    | 4 de novembro de 1944                                 | Prefeito nomeado                                                                       |
| 13 | Edson Régis de Carvalho                                      |                                         | PP                   | Teôtonio Ribeiro de Barros                                 | 5 de novembro de 1944   | 1º de julho de 1947                                   | Prefeito nomeado                                                                       |
| 14 | Teôtonio Ribeiro de Barros                                   |                                         | PP                   | Vicente Ferreira de Novais                                 | 2 de julho de 1947      | 30 de janeiro de 1948                                 | Prefeito nomeado                                                                       |
| 15 | José Canuto Santiago Ramos                                   |                                         | PSD                  | João Manoel Teixeira de Carvalho                           | 31 de janeiro de 1948   | 30 de janeiro de 1951                                 | Prefeito eleito em sufrágio universal                                                  |
| 16 | Jayme Sampaio de Vasconcelos                                 |                                         | PSD                  | Miguel Mendonça de Melo                                    | 31 de janeiro de 1951   | 30 de janeiro de 1955                                 | Prefeito eleito em sufrágio universal                                                  |
| 17 | Miguel Mendonça de Melo                                      |                                         | PTB                  | Carlos Alberto Mesquita                                    | 31 de janeiro de 1955   | 30 de janeiro de 1959                                 | Prefeito eleito em sufrágio universal                                                  |
| 18 | Clóvis Camboim Tenório                                       |                                         | PSD                  | José Newton Pereira Filho                                  | 31 de janeiro de 1959   | 30 de janeiro de 1963                                 | Prefeito eleito em sufrágio universal                                                  |
| 19 | Djalma Sanguinette                                           |                                         | UDN                  | Nilton Ramos                                               | 31 de janeiro de 1963   | 30 de janeiro de 1969                                 | Prefeito eleito em sufrágio universal                                                  |
| 20 | José Lívio de Oliveira Tenório                               |                                         | ARENA                | Valmir Araújo                                              | 31 de janeiro de 1969   | 31 de janeiro de 1973                                 | Prefeito eleito em sufrágio universal                                                  |
| 21 | Hilton Buarque da Costa                                      |                                         | ARENA                | José Newton Pereira Filho                                  | 1º de fevereiro de 1973 | 31 de janeiro de 1977                                 | Prefeito eleito em sufrágio universal                                                  |
| 22 | José Lívio de Oliveira Tenório                               |                                         | ARENA                | Francisco Machado Neto                                     | 1º de fevereiro de 1977 | 4 de abril de 1980                                    | Prefeito eleito em sufrágio universal                                                  |
| 23 | Luciano Costa Vasconcelos                                    |                                         | PDS                  | Aderson Maia Nogueira Júnior                               | 5 de abril de 1980      | 31 de janeiro de 1983                                 | Vice-prefeito eleito no cargo de Prefeito                                              |
| 24 | Inaldo Ferreira dos Santos                                   |                                         | PDS                  | Paulo Arthur Magalhães                                     | 1º de fevereiro de 1983 | 31 de dezembro de 1988                                | Prefeito eleito em sufrágio universal                                                  |
| 25 | Amaro Francisco dos Santos Bia                               |                                         | PMDB                 | Jorge Mota                                                 | 1º de janeiro de 1989   | 31 de dezembro de 1992                                | Prefeito eleito em sufrágio universal                                                  |
| 26 | Inaldo Ferreira dos Santos                                   |                                         | PFL                  | Marcelo Desidério                                          | 1º de janeiro de 1993   | 31 de dezembro de 1996                                | Prefeito eleito em sufrágio universal                                                  |
| 27 | João Marcolino Gomes Júnior, João Baleia                     |                                         | PSB                  | Luís Eduardo Girão                                         | 1º de janeiro de 1997   | 31 de dezembro de 2000                                | Prefeito eleito em sufrágio universal                                                  |
| 27 | João Marcolino Gomes Júnior, João Baleia                     | PSDB                                    | Marcelo Cunha da Paz | 1º de janeiro de 2001                                      | 31 de dezembro de 2004  | Prefeito reeleito em sufrágio universal               |                                                                                        |
| 28 | Antônio Vicente de Souza Albuquerque, Toinho                 |                                         | PRONA                | Franz de Araújo Hacker (PMDB)                              | 1º de janeiro de 2005   | 12 de fevereiro de 2006                               | Prefeito e vice eleitos em sufrágio universal cassados os mandatos por ordem do TRE-PE |
| 29 | Cleto Gilberto Rufino de Siqueira                            |                                         | PFL                  | José Rildo de Lima Machado (PCdoB)                         | 13 de fevereiro de 2006 | 31 de dezembro de 2008                                | Prefeito e vice eleitos 2º colocado nas eleições de 2004                               |
| 30 | Antônio Vicente de Souza Albuquerque, Toinho                 |                                         | PSB                  | João Bosco Alves Ximenes, Professor Bosco (PT)             | 1º de janeiro de 2009   | 31 de dezembro de 2012                                | Prefeito e vice eleitos em sufrágio universal                                          |
| 31 | Carlos Artur Soares de Avellar Júnior, Carlinhos da Pedreira |                                         | PSB                  | Leonardo Soares de Avelar, Leo (PP)                        | 1º de janeiro de 2013   | 31 de dezembro de 2016                                | Prefeito e vice eleitos em sufrágio universal                                          |
| 32 | Elimário de Melo Farias                                      |                                         | PDT                  | Thomaz Dantas Buarque Pinheiro, Thomaz Baleia (PDT)        | 1º de janeiro de 2017   | 31 de Dezembro de 2020                                | Prefeito e vice eleitos em sufrágio universal                                          |
| 33 | Carlos Artur Soares de Avellar Júnior, Carlinhos da Pedreira |                                         | PP                   | João Batista Dos Santos Filho, João Marreco Filho (AVANTE) | 1° de janeiro de 2021   | 31 de dezembro de 2024                                | Prefeito e vice eleitos em sufrágio universal                                          |
| 33 | Carlos Artur Soares de Avellar Júnior, Carlinhos da Pedreira | Zonari Tadeu Wanderley Sanguinetti (PP) | PP                   | 1° de janeiro de 2025                                      | Atualidade              | Prefeito reeleito e vice eleito em sufrágio universal |                                                                                        |